# Josef Fiedler
Josef Fiedler (20. července 1866 Praha – 8. května 1937 Praha) byl český fotograf.

## Život
Byl synem pražského fotografa Hynka Fiedlera a Anny Fiedlerové. Vystudoval obchodní školu a pak pracoval jako praktikant v rodinném ateliéru na Václavském náměstí, který po otcově smrti v roce 1870 vedla jeho matka. Po vyučení pracoval více než rok ve fotografickém ateliéru v Drážďanech. V roce 1893 převzal vedení rodinného podniku a působil zde až do roku 1921.
Zemřel roku 1937 a byl pohřben na Olšanských hřbitovech.

## Dílo
Vedle ateliérové portrétní a rodinné fotografie se věnoval i krajinářské fotografii, reportážní fotografii a stereofotografii.

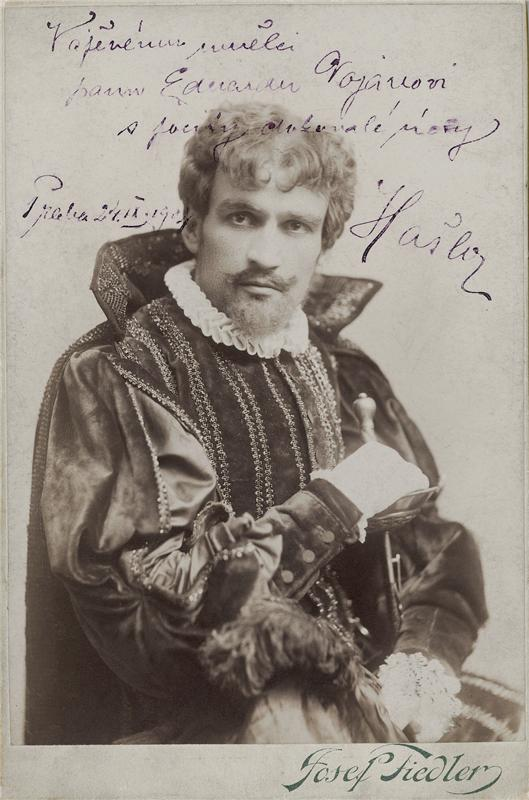
Fiedlerův portrét Karla Hašlera, 1904; fotografie z archivu Národního divadla
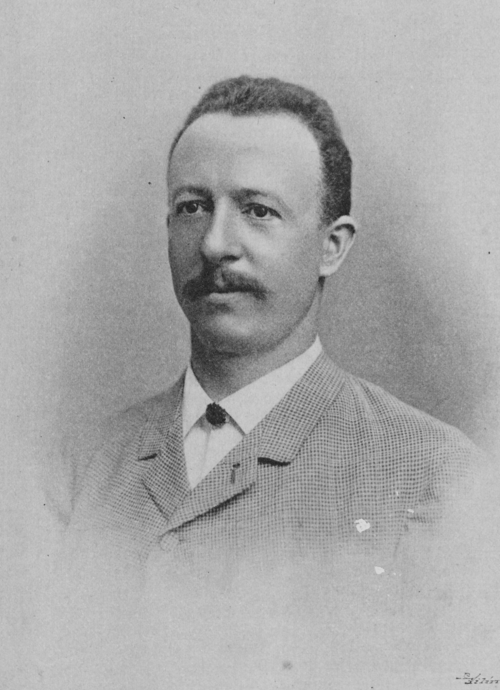
Portrét českého spisovatele Ignáta Herrmanna (1895)
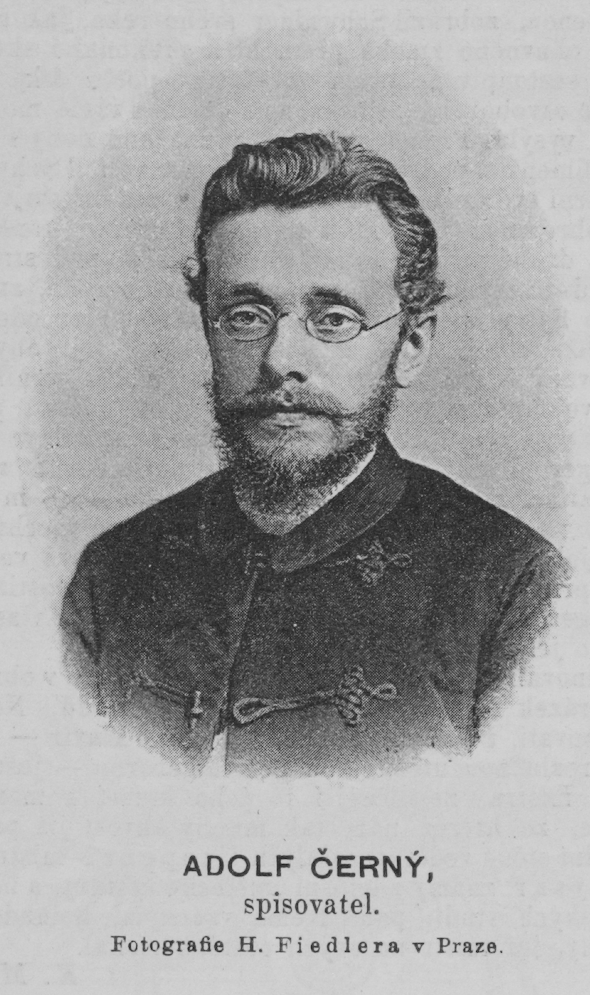
Portrét českého básníka Adolfa Černého (1892)